# Steven M. Stanley
Steven M. Stanley (né le 2 novembre 1941) est un paléontologue américain et biologiste de l'évolution à l'Université d'Hawaï à Mānoa. Il est surtout connu pour ses recherches empiriques documentant le processus évolutif de l'équilibre ponctué dans les archives fossiles.

## Biographie
Stanley obtient son doctorat de l'Université Yale en 1968. Pendant la majeure partie de sa carrière, il enseigne la géologie à l'Université Johns-Hopkins (1969-2005). En 1977, Stanley reçoit le Prix Charles-Schuchert de la Paleontological Society, décerné "à une personne de moins de 40 ans dont le travail reflète l'excellence et la promesse de la science de la paléontologie". En 2007, il reçoit la Médaille de la société paléontologique de la Société, qui est "décernée à une personne dont l'éminence est basée sur l'avancement des connaissances en paléontologie". En 2006, Stanley reçoit la médaille Mary Clark Thompson de l'Académie nationale des sciences et en 2008 la médaille William H. Twenhofel de la Society for Sedimentary Geology.
En 1972, Stanley développe l'hypothèse de la prédation pour expliquer l'évolution des nouveautés dans l'explosion cambrienne. Stanley propose que la prédation stimule les proies à développer des défenses telles que les coquillages, la nage rapide et l'enfouissement. Ces stratégies ouvrent également de nouvelles voies d'évolution par des changements fonctionnels. Les coquilles dures permettent l'alimentation par filtre et les terriers profonds permettent aux animaux d'avoir un nouvel accès aux ressources alimentaires.